# Aegle margarita
Aegle margarita là một loài bướm đêm trong họ Noctuidae.